# Кинг (округ, Техас)
Округ Кинг (англ. King County) расположен в США, штате Техас. Официально образован в 1876 году из части округа Бэр и назван в честь Уильяма Кинга — солдата Техасской революции, погибшего в битве за Аламо. По состоянию на 2000 год, численность населения составляла 356 человек. Окружным центром является город Гатри.
Округ Кинг является одним из самых малонаселённых округов США. По этому показателю он занимает третью позицию в списке. Меньше него людей живёт только в округах Калавао (Гавайи) и Ловинг (Техас).

## География
По данным Бюро переписи США, общая площадь округа равняется 2364 км², из которых 2361 км² суша и около 2,4 км² или 0,11 % это водоёмы.

### Соседние округа
- Дикенс (запад)
- Котл (север)
- Нокс (восток)
- Стонуолл (юг)
- Форд (северо-восток)

## Демография
По данным переписи населения 2000 года в округе проживало 356 жителей, в составе 108 хозяйств и 88 семей. Плотность населения была 0,15 человека на 1 квадратный километр. Насчитывалось 176 жилых дома, при плотности покрытия 0,07 построек на 1 квадратный километр. По расовому составу население состояло из 94,1 % белых, 1,12 % коренных американцев, 3,09 % прочих рас, и 1,69 % представители двух или более рас. 9,55 % населения являлись испаноязычными или латиноамериканцами.
Из 108 хозяйств 41,7 % воспитывали детей возрастом до 18 лет, 79,6 % супружеских пар живущих вместе, в 1,9 % семей женщины проживали без мужей, 17,6 % не имели семей. На момент переписи 16,7 % от общего количества жили самостоятельно, 1,9 % лица старше 65 лет, жившие в одиночку. В среднем на каждое хозяйство приходилось 2,77 человека, среднестатистический размер семьи составлял 3,12 человека.
Показатели по возрастным категориям в округе были следующие: 33,7 % жители до 18 лет, 3,7 % от 18 до 24 лет, 29,5 % от 25 до 44 лет, 22,8 % от 45 до 64 лет, и 10,4 % старше 65 лет. Средний возраст составлял 37 лет. На каждых 100 женщин приходилось 95,6 мужчины. На каждых 100 женщин в возрасте 18 лет и старше приходилось 100 мужчин.
Средний доход на хозяйство в округе составлял 35 625 $, на семью — 36 875 $. Среднестатистический заработок мужчины был 21 379 $ против 30 179 $ для женщины. Доход на душу населения был 12 321 $. Около 17,9 % семей и 20,7 % общего населения находились ниже черты бедности. Среди них было 23 % тех кому ещё не исполнилось 18 лет, и 31,6 % тех кому было уже больше 65 лет.

## Экономика
Ведущие отрасли местной промышленности это разведение крупно-рогатого скота (с начала 19-го века) и нефтедобыча (с 1943 года). Основными сельскохозяйственными культурами считаются кукуруза и хлопок.

## Политическая ориентация
В 1948 году 95,85 % избирателей округа поддержали Гарри Трумэна, но в дальнейшем к 1970-м годам в Кинге стали преобладать республиканские убеждения. На президентских выборах 2008 года Джон Маккейн получил 92,64 % голосов избирателей против всего лишь 4,9 % у демократа Барака Обамы. Среди всех округов США это был наивысший показатель для республиканца Маккейна. Эти выборы чётко проявили современные политические пристрастия жителей. На сегодняшний день это самый республиканский округ США.
В 1968 кандидат от Независимой партии получил более 30% голосов.
В Техасской палате представителей округ Кинг числится в составе 68-го района. Интересы округа представляет республиканец Дрю Спрингер из Манстера.

## Населённые пункты

### Немуниципальные территории
- Гатри
- Гроу
- Думонт
- Финни

## Образование
Образовательную систему округа составляют следующие учреждения:
- школьный округ Гатри[7].